# رود کانا
رود کانا (انگلیسی: Kana) یک رودخانه در استان مورمانسک کشور روسیه است.